# Torre Bulnes
La Torre Bulnes está ubicada en el barrio de Palermo, en Buenos Aires, Argentina.